# اسپرس درختی نقره‌ای
اسپرس درختی نقره‌ای (نام علمی: Taverniera spartea) نام یک گونه از سرده اسپرس درختی است.